# Ercheia hollowayi
Ercheia hollowayi är en fjärilsart som beskrevs av Kobes 1985. Ercheia hollowayi ingår i släktet Ercheia och familjen nattflyn. Inga underarter finns listade i Catalogue of Life.